# Olympische Winterspiele 2002/Skispringen
Bei den XIX. Olympischen Winterspielen 2002 in Salt Lake City fanden zwei Einzelwettkämpfe und ein Teamwettkampf im Skispringen statt.

## Bilanz

### Medaillenspiegel
| Platz | Land        | Gold | Silber | Bronze | Gesamt |
| ----- | ----------- | ---- | ------ | ------ | ------ |
| 1     | Schweiz     | 2    | –      | –      | 2      |
| 2     | Deutschland | 1    | 1      | –      | 2      |
| 3     | Finnland    | –    | 1      | 1      | 2      |
| 3     | Polen       | –    | 1      | 1      | 2      |
| 4     | Slowenien   | –    | –      | 1      | 1      |

### Medaillengewinner
| Konkurrenz    | Gold                                                           | Silber                                                                 | Bronze                                                   |
| ------------- | -------------------------------------------------------------- | ---------------------------------------------------------------------- | -------------------------------------------------------- |
| Normalschanze | Simon Ammann                                                   | Sven Hannawald                                                         | Adam Małysz                                              |
| Großschanze   | Simon Ammann                                                   | Adam Małysz                                                            | Matti Hautamäki                                          |
| Mannschaft    | Sven Hannawald, Stephan Hocke, Martin Schmitt, Michael Uhrmann | Janne Ahonen, Matti Hautamäki, Risto Jussilainen, Veli-Matti Lindström | Damjan Fras, Robert Kranjec, Primož Peterka, Peter Žonta |

## Ergebnisse Männer

### Normalschanze
| Platz | Land        | Sportler             | Weiten (m)  | Punkte |
| ----- | ----------- | -------------------- | ----------- | ------ |
| 1     | Schweiz     | Simon Ammann         | 98,0 / 98,5 | 269,0  |
| 2     | Deutschland | Sven Hannawald       | 97,0 / 99,0 | 267,5  |
| 3     | Polen       | Adam Małysz          | 98,5 / 98,0 | 263,0  |
| 4     | Finnland    | Janne Ahonen         | 95,5 / 98,0 | 261,5  |
| 5     | Finnland    | Veli-Matti Lindström | 95,0 / 95,5 | 253,0  |
| 6     | Finnland    | Matti Hautamäki      | 93,0 / 97,0 | 252,5  |
| 7     | Deutschland | Martin Schmitt       | 94,5 / 94,5 | 250,0  |
| 8     | Deutschland | Michael Uhrmann      | 92,0 / 95,5 | 245,0  |
| 9     | Japan       | Kazuyoshi Funaki     | 92,0 / 94,5 | 243,0  |
| 10    | Slowenien   | Primož Peterka       | 92,5 / 91,5 | 240,5  |
| 11    | Österreich  | Stefan Horngacher    | 91,5 / 93,5 | 240,0  |
| 11    | USA         | Alan Alborn          | 91,0 / 93,0 | 240,0  |
| 13    | Slowenien   | Peter Žonta          | 90,0 / 95,0 | 239,5  |
| 14    | Österreich  | Martin Koch          | 92,5 / 91,0 | 237,0  |
| 15    | Slowenien   | Robert Kranjec       | 91,5 / 92,5 | 236,0  |
| 16    | Finnland    | Toni Nieminen        | 91,5 / 91,5 | 235,5  |
| 17    | Deutschland | Christof Duffner     | 91,5 / 92,0 | 235,0  |
| 18    | Norwegen    | Roar Ljøkelsøy       | 91,5 / 90,0 | 233,5  |
| 19    | Italien     | Roberto Cecon        | 91,0 / 91,5 | 233,0  |
| 20    | Japan       | Masahiko Harada      | 91,0 / 89,5 | 232,0  |
| 22    | Norwegen    | Tommy Ingebrigtsen   | 91,5 / 91,0 | 232,0  |
| 22    | Frankreich  | Nicolas Dessum       | 90,0 / 91,5 | 231,5  |
| 22    | Schweiz     | Andreas Küttel       | 90,0 / 91,5 | 231,5  |
| 24    | Österreich  | Andreas Widhölzl     | 90,5 / 90,5 | 230,5  |
| 25    | Schweiz     | Sylvain Freiholz     | 89,0 / 91,0 | 228,0  |
| 25    | Österreich  | Martin Höllwarth     | 90,0 / 89,0 | 228,0  |
| 27    | Norwegen    | Anders Bardal        | 91,0 / 89,0 | 227,0  |
| 28    | Slowenien   | Damjan Fras          | 88,5 / 90,5 | 225,0  |
| 29    | Russland    | Waleri Kobelew       | 88,5 / 90,0 | 224,5  |
| 30    | Südkorea    | Choi Heung-chul      | 87,5 / 86,5 | 216,0  |
| 31    | Norwegen    | Lars Bystøl          | 88,5 / 86,5 | 215,0  |
| 32    | Kasachstan  | Stanislaw Filimonow  | 89,0 / 83,5 | 209,5  |
| 33    | Japan       | Hiroki Yamada        | 88,0 / –    | 109,5  |
| 34    | Südkorea    | Choi Yong-jik        | 87,5 / –    | 109,0  |
| 35    | Tschechien  | Jan Mazoch           | 88,0 / –    | 108,5  |
| 36    | Südkorea    | Kim Hyun-ki          | 86,5 / –    | 106,0  |
| 37    | Polen       | Robert Mateja        | 85,5 / –    | 104,5  |
| 38    | Kasachstan  | Maxim Polunin        | 85,0 / –    | 103,5  |
| 39    | Tschechien  | Jakub Janda          | 85,0 / –    | 103,0  |
| 40    | Polen       | Tomasz Pochwała      | 85,0 / –    | 102,0  |
| 41    | Kirgisistan | Dmitri Tschwykow     | 85,0 / –    | 101,5  |
| 42    | Belarus     | Andrej Lyskawez      | 83,5 / –    | 098,0  |
| 42    | Polen       | Wojciech Skupień     | 83,5 / –    | 098,0  |
| 44    | USA         | Brendan Doran        | 82,5 / –    | 096,5  |
| 44    | Kasachstan  | Pawel Gaiduk         | 82,5 / –    | 096,5  |
| 46    | Südkorea    | Kang Chil-gu         | 82,0 / –    | 096,0  |
| 47    | Tschechien  | Jan Matura           | 79,5 / –    | 091,5  |
| 48    | Kasachstan  | Alexander Korobow    | 78,0 / –    | 085,5  |
| 49    | Japan       | Noriaki Kasai        | 85,0 / –    | 083,0  |
| 50    | Tschechien  | Michal Doležal       | 77,0 / –    | 082,5  |

Nach der Qualifikation ausgeschieden
| Platz | Land           | Sportler         | Weite (m) | Punkte |
| ----- | -------------- | ---------------- | --------- | ------ |
| 51    | USA            | Clint Jones      | 80,0      | 89,5   |
| 51    | USA            | Brian Welch      | 80,0      | 89,5   |
| 53    | Russland       | Ildar Fatkullin  | 79,5      | 89,0   |
| 54    | Russland       | Alexander Below  | 79,0      | 88,5   |
| 55    | Großbritannien | Glynn Pedersen   | 78,5      | 88,0   |
| 56    | Estland        | Jaan Jüris       | 75,0      | 79,0   |
| 57    | Bulgarien      | Georgi Scharkow  | 73,5      | 76,5   |
| 58    | Georgien       | Kachaber Zakadse | 73,0      | 88,0   |
| 59    | Ukraine        | Wolodymyr Hlywka | 73,5      | 72,0   |
| 60    | Russland       | Alexei Silajew   | 74,0      | 56,0   |

Datum: 10. Februar 2002, 09:30 Uhr
K-Punkt: 90 m
60 Teilnehmer aus 21, Ländern, davon 50 in der Wertung.
Erstmals wurde bei Olympischen Spielen dem Wettkampf eine Qualifikation vorgeschaltet, in der das Teilnehmerfeld auf 50 Springer reduziert wurde. Die besten 15 Springer der aktuellen Weltcup-Wertung – davon waren 12 am Start – mussten sich nicht qualifizieren. Da nach dem ersten Durchgang drei Springer punktgleich auf Platz 30 lagen, waren zum zweiten Versuch 32 Teilnehmer zugelassen.
Der Erfolg von Simon Ammann als erster Schweizer Skisprung-Olympiasieger war eine der größten Überraschungen der Spiele von Salt Lake City: Der erst 20-jährige Ammann holte sich den Olympiasieg, ohne in seiner Karriere zuvor ein Weltcup-Skispringen gewonnen zu haben. Seine beste Platzierung waren bis dahin zwei zweite Ränge zu Saisonbeginn gewesen.

### Großschanze
| Platz | Land        | Sportler             | Weiten (m)    | Punkte |
| ----- | ----------- | -------------------- | ------------- | ------ |
| 1     | Schweiz     | Simon Ammann         | 132,5 / 133,0 | 281,4  |
| 2     | Polen       | Adam Małysz          | 131,0 / 128,0 | 269,7  |
| 3     | Finnland    | Matti Hautamäki      | 127,0 / 125,5 | 256,0  |
| 4     | Deutschland | Sven Hannawald       | 132,5 / 131,0 | 255,3  |
| 5     | Österreich  | Stefan Horngacher    | 125,0 / 124,0 | 247,2  |
| 6     | Schweiz     | Andreas Küttel       | 125,0 / 122,0 | 245,6  |
| 7     | Japan       | Kazuyoshi Funaki     | 126,5 / 121,0 | 245,5  |
| 8     | Österreich  | Martin Koch          | 126,0 / 121,5 | 244,5  |
| 9     | Finnland    | Janne Ahonen         | 124,0 / 123,5 | 241,5  |
| 10    | Deutschland | Martin Schmitt       | 126,0 / 119,5 | 240,4  |
| 11    | Slowenien   | Robert Kranjec       | 122,0 / 122,5 | 237,6  |
| 12    | Deutschland | Stephan Hocke        | 125,0 / 120,5 | 236,9  |
| 13    | Slowenien   | Peter Žonta          | 124,0 / 120,0 | 234,2  |
| 14    | Österreich  | Martin Höllwarth     | 123,5 / 117,5 | 233,3  |
| 15    | Slowenien   | Primož Peterka       | 123,0 / 119,5 | 233,0  |
| 16    | Deutschland | Michael Uhrmann      | 124,0 / 119,0 | 232,4  |
| 17    | Russland    | Waleri Kobelew       | 121,0 / 121,5 | 231,5  |
| 18    | Finnland    | Risto Jussilainen    | 121,5 / 117,5 | 226,2  |
| 19    | Italien     | Roberto Cecon        | 120,0 / 119,5 | 225,6  |
| 20    | Japan       | Masahiko Harada      | 119,5 / 116,5 | 222,8  |
| 21    | Österreich  | Andreas Widhölzl     | 120,5 / 116,5 | 222,6  |
| 22    | Slowenien   | Damjan Fras          | 122,0 / 113,5 | 221,2  |
| 23    | Frankreich  | Nicolas Dessum       | 118,5 / 118,5 | 220,1  |
| 24    | Japan       | Hideharu Miyahira    | 117,0 / 116,0 | 215,4  |
| 25    | Norwegen    | Anders Bardal        | 118,5 / 114,5 | 212,9  |
| 26    | Norwegen    | Tommy Ingebrigtsen   | 119,0 / 112,0 | 207,8  |
| 27    | Schweiz     | Sylvain Freiholz     | 118,0 / 110,5 | 205,8  |
| 28    | Frankreich  | Emmanuel Chedal      | 118,5 / 109,5 | 204,9  |
| 29    | Polen       | Robert Mateja        | 117,0 / 109,5 | 202,2  |
| 30    | Kasachstan  | Stanislaw Filimonow  | 120,5 / 105,0 | 197,4  |
| 31    | Südkorea    | Kim Hyun-ki          | 117,5 / –     | 108,5  |
| 32    | Norwegen    | Roar Ljøkelsøy       | 116,5 / –     | 107,2  |
| 33    | Frankreich  | Rémi Santiago        | 117,0 / –     | 106,1  |
| 34    | USA         | Alan Alborn          | 115,5 / –     | 105,4  |
| 35    | Russland    | Ildar Fatkullin      | 114,5 / –     | 103,1  |
| 36    | Tschechien  | Jan Mazoch           | 114,0 / –     | 102,7  |
| 37    | Finnland    | Veli-Matti Lindström | 114,5 / –     | 102,1  |
| 38    | Norwegen    | Lars Bystøl          | 113,0 / –     | 099,4  |
| 39    | Polen       | Tomisław Tajner      | 113,0 / –     | 098,4  |
| 39    | Kirgisistan | Dmitri Tschwykow     | 113,0 / –     | 098,4  |
| 41    | Japan       | Noriaki Kasai        | 110,0 / –     | 097,5  |
| 42    | USA         | Clint Jones          | 110,5 / –     | 094,4  |
| 43    | Polen       | Tomasz Pochwała      | 110,5 / –     | 093,9  |
| 44    | Tschechien  | Jakub Janda          | 108,5 / –     | 091,3  |
| 45    | Schweiz     | Marco Steinauer      | 106,5 / –     | 087,2  |
| 46    | Südkorea    | Choi Yong-jik        | 106,5 / –     | 086,7  |
| 47    | Südkorea    | Kang Chil-gu         | 104,0 / –     | 083,2  |
| 48    | Kasachstan  | Maxim Polunin        | 104,5 / –     | 083,1  |
| 49    | Estland     | Jens Salumäe         | 103,0 / –     | 078,9  |
| 50    | Russland    | Alexander Below      | 096,5 / –     | 066,7  |

Nach der Qualifikation ausgeschieden
| Platz | Land           | Sportler             | Weite (m) | Punkte |
| ----- | -------------- | -------------------- | --------- | ------ |
| 51    | Tschechien     | Jan Matura           | 102,5     | 79,5   |
| 52    | Kasachstan     | Pawel Gaiduk         | 101,5     | 76,2   |
| 53    | Bulgarien      | Georgi Scharkow      | 101,0     | 76,3   |
| 54    | Estland        | Jaan Jüris           | 100,5     | 74,4   |
| 55    | Südkorea       | Choi Heung-chul      | 099,5     | 73,1   |
| 55    | Tschechien     | Michal Doležal       | 099,5     | 73,1   |
| 57    | USA            | Brendan Doran        | 097,0     | 68,1   |
| 58    | Frankreich     | Florentin Durand     | 096,5     | 66,7   |
| 59    | Belarus        | Andrej Lyskawez      | 096,0     | 66,3   |
| 60    | Kasachstan     | Alexander Korobow    | 096,5     | 65,2   |
| 61    | Russland       | Anton Kalinitschenko | 093,5     | 61,3   |
| 62    | Großbritannien | Glynn Pedersen       | 091,0     | 56,3   |
| 63    | Ukraine        | Wolodymyr Hlywka     | 090,5     | 54,9   |
| 64    | Georgien       | Kachaber Zakadse     | 090,0     | 54,0   |
| 65    | USA            | Thomas Schwall       | 085,0     | 44,0   |
| 66    | Estland        | Tambet Pikkor        | 085,0     | 39,0   |

Datum: 13. Februar 2002, 09:30 Uhr
K-Punkt: 120 m
66 Teilnehmer aus 21 Ländern, davon 50 in der Wertung.
Erstmals wurde bei Olympischen Spielen dem Wettkampf eine Qualifikation vorgeschaltet, in der das Teilnehmerfeld auf 50 Springer reduziert wurde. Die besten 15 Springer der aktuellen Weltcup-Wertung – davon waren 14 am Start – mussten sich nicht qualifizieren.
Simon Ammann gewann nach seinem überraschenden Sieg auf der Normalschanze auch das Springen auf der Großschanze, diesmal mit deutlichem Vorsprung. Damit ist er neben Matti Nykänen 1988 und Kamil Stoch 2014 der einzige Skispringer, der beide olympischen Einzelwettbewerbe für sich entscheiden konnte. Ammann wiederholte 2010 diesen Doppelerfolg.

### Mannschaftsspringen
| Platz | Land / Sportler                                                                | Weiten (m)                                              | Punkte                        |
| ----- | ------------------------------------------------------------------------------ | ------------------------------------------------------- | ----------------------------- |
| 1     | Deutschland Sven Hannawald Stephan Hocke Michael Uhrmann Martin Schmitt        | 123,0 / 120,5 118,5 / 119,5 128,0 / 125,0 131,5 / 123,5 | 974,1 238,8 222,9 253,4 259,0 |
| 2     | Finnland Matti Hautamäki Veli-Matti Lindström Risto Jussilainen Janne Ahonen   | 126,0 / 125,0 115,0 / 116,5 124,5 / 126,0 129,0 / 125,5 | 974,0 249,3 212,7 251,4 260,6 |
| 3     | Slowenien Damjan Fras Primož Peterka Robert Kranjec Peter Žonta                | 120,0 / 113,0 118,5 / 121,5 133,0 / 124,5 121,5 / 124,0 | 946,3 210,4 231,5 264,5 239,9 |
| 4     | Österreich Stefan Horngacher Andreas Widhölzl Wolfgang Loitzl Martin Höllwarth | 121,0 / 115,5 120,0 / 117,0 123,0 / 122,5 121,5 / 123,0 | 926,8 221,7 224,1 239,9 241,1 |
| 5     | Japan Masahiko Harada Hiroki Yamada Hideharu Miyahira Kazuyoshi Funaki         | 119,5 / 114,5 111,0 / 117,5 125,5 / 124,5 126,5 / 126,0 | 926,0 219,7 206,8 244,5 255,0 |
| 6     | Polen Robert Mateja Tomisław Tajner Tomasz Pochwała Adam Małysz                | 114,5 / 106,0 109,0 / 109,5 117,0 / 118,5 128,5 / 124,0 | 848,1 191,4 183,3 218,4 255,0 |
| 7     | Schweiz Marco Steinauer Sylvain Freiholz Andreas Küttel Simon Ammann           | 099,5 / 096,0 109,0 / 102,5 121,5 / 121,5 128,5 / 130,0 | 818,3 140,4 171,7 236,4 269,8 |
| 8     | Südkorea Choi Heung-chul Choi Yong-jik Kim Hyun-ki Kang Chil-gu                | 112,5 / 115,5 111,0 / 110,5 111,5 / 107,0 114,5 / 122,0 | 801,6 203,4 191,2 185,8 221,2 |
| 9     | Norwegen Tommy Ingebrigtsen Lars Bystøl Anders Bardal Roar Ljøkelsøy           | 110,5 / 109,5 111,5 / 102,5 121,0 / 117,5 112,0 / 116,5 | 790,8 186,0 174,7 224,8 205,3 |
| 10    | Frankreich Emmanuel Chedal Rémi Santiago Florentin Durand Nicolas Dessum       | 108,5 / 115,0 117,0 / 113,5 100,0 / 101,0 113,5 / 116,0 | 755,1 193,3 206,4 149,8 205,6 |
| 11    | USA Brian Welch Thomas Schwall Clint Jones Alan Alborn                         | 095,5 / 093,5 105,0 / 102,0 117,5 / 114,0 120,5 / 120,0 | 728,4 124,2 162,6 212,2 229,4 |
| 12    | Tschechien Jan Matura Michal Doležal Jan Mazoch Jakub Janda                    | 099,0 / 095,5 107,0 / 102,0 119,5 / 111,5 109,5 / 120,5 | 724,6 137,6 166,2 210,3 210,5 |
| 13    | Kasachstan Maxim Polunin Stanislaw Filimonow Alexander Korobow Pawel Gaiduk    | 0DSQ / 110,5 113,5 / 112,0 101,5 / 096,0 108,0 / 113,0  | 621,1 094,4 196,9 143,0 186,8 |

Datum: 18. Februar 2002, 09:30 Uhr
K-Punkt: 120 m
13 Teams am Start, alle in der Wertung.
Mit dem geringstmöglichen Vorsprung überhaupt von 0,1 Punkten (umgerechnet weniger als zehn Zentimeter) gewann die deutsche Mannschaft vor Finnland. Die favorisierten Österreicher mussten überraschend Slowenien den Bronzerang überlassen. Die in den Einzelspringen dominanten Simon Ammann (zweimal Gold) und Adam Małysz (Silber und Bronze) konnten sich aufgrund ihrer schwächeren Teamkollegen aus der Schweiz bzw. aus Polen nicht in Szene setzen.
Der kasachische Springer Maxim Polunin wurde im ersten Durchgang wegen einer regelwidrigen Ausrüstung (Anzug oder Skilänge) disqualifiziert.